# 伊藤理恵
伊藤 理恵（いとう りえ、2月3日 - ）は、ラジオパーソナリティ、歌手。

## 略歴
愛知淑徳短期大学英文科卒。河原龍夫が経営する名古屋のライブハウスで『Ha-SanBand』ヴォーカルの一人として活動。その繋がりから、ハーさんの番組のアシスタントに抜擢され6年以上つとめた。

## 出演
- ハーさんのMusicTimeマシ〜ン（岐阜放送ラジオ）2006年3月終了。
- シャナナFM はーさんのゴーゴーラジ王（名古屋シティエフエム）

### その他
- 岐阜放送ラジオの局のジングル（ハーさんが制作、ハーさんと共に歌っている）

放送終了後、現在も歌手、MCとしてフリーで活動中。